# Newcastle West
Newcastle West (iriska: An Caisleán Nua Thiar) är ett samhälle i Limerick på Irland. Newcastle West är den näst största orten i grevskapet efter Limerick. 